# Subserosa

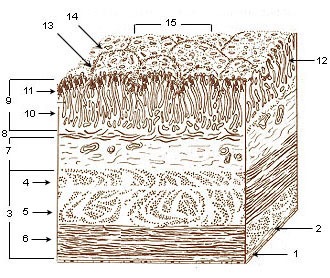
Dibujo simple de representación de las capas capilares estomacales

En histología, el término subserosa hace referencia a aquella capa de tejido que está situada por debajo de una membrana serosa.

## Subserosa del aparato digestivo
La pared de los órganos huecos del aparato digestivo como el esófago, estómago, intestino delgado e intestino grueso, está formada por varias capas, las principales de dentro a fuera son mucosa que es la que está en contacto con los alimentos y sustancias procedentes de la digestión, muscularis propia y serosa. Entre la mucosa y la muscularis propia se sitúa la submucosa y entre la muscularis propia y la serosa se encuentra la capa subserosa. Estás capas son muy importantes en oncología, ya que los tumores digestivos suelen originarse en la capa mucosa e invaden progresivamente las demás capas hasta llegar a la subserosa y serosa.